# Koninklijke Stoomweverij

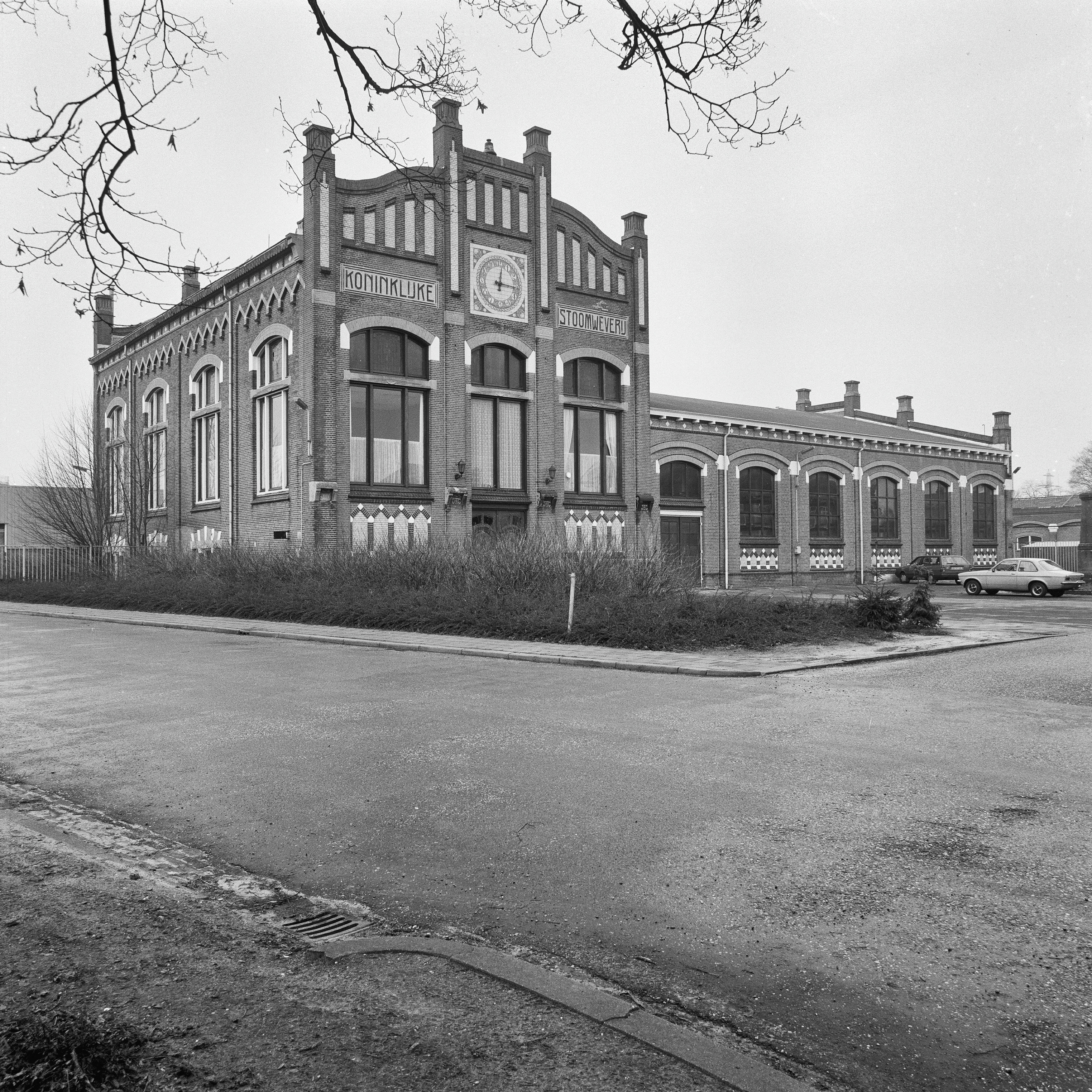
Koninklijke Stoomweverij

De Koninklijke Stoomweverij (KSW) is een voormalige fabriek in de tot de Overijsselse gemeente Hellendoorn behorende plaats Nijverdal.

## Geschiedenis
In 1836 werd door Thomas Ainsworth en de Nederlandsche Handel-Maatschappij een katoenweverij opgericht maar toen Ainsworth stierf, in 1841, was de fabriek nog niet winstgevend. In 1844 werd de fabriek gekocht door Cornelis Kuyper uit Zaandam. Deze stierf echter al in 1845. In 1849 werd het bedrijf stilgelegd om openbaar verkocht te worden. Pas in 1851, door een opbloei in de textielindustrie, kon het bedrijf geveild worden en het waren de gebroeders Godfried en Hein Salomonson die het kochten. Hij verwierf het predicaat Koninklijke. In 1853 kwam de fabriek, als Koninklijke Stoomweverij, in productie. In 1854 was het bedrijf, met 360 weefgetouwen, nog de enige stoomweverij in Nederland.
In 1861 werd, samen met M.G. van Heel, een stoomblekerij gestart. In 1890 werd door de Salomonsons een eigen stoomblekerij geopend. In 1926 kwam ook een stoomspinnerij tot stand.
In 1957 fuseerde KSW met H. ten Cate Hzn. & Co uit Almelo en ontstond de Koninklijke textielfabrieken Nijverdal-Ten Cate. In 1982 werd dit Koninklijke Nijverdal-Ten Cate en in 1995 werd het: Koninklijke Ten Cate.
De fabriek werd gesloten maar een aantal gebouwen bleven behouden en werden geklasseerd als Rijksmonument.

## Sociaal
De familie Salomonson speelde een belangrijke rol in Nijverdal. Zij steunde allerlei voorzieningen als scholen, kerken, verenigingsleven en dergelijke.